# Gabinete Painlevé II
O Gabinete Painlevé II foi o ministério formado por Paul Painlevé em 17 de abril de 1925 e dissolvido em 27 de outubro do mesmo ano. Foi o 73º gabinete da Terceira República Francesa, sendo antecedido pelo Gabinete Herriot I e sucedido pelo Gabinete Painlevé III.

## Contexto
Derrotado por Gaston Doumergue nas eleições presidenciais de 1924, Paul Painlevé, um dos fundadores do "Cartel das Esquerdas", foi reeleito presidente da Assembleia Nacional Francesa e depois nomeado, em 17 de abril de 1925, Presidente do Conselho de Ministros, em substituição a Édouard Herriot, que lhe legou uma severa crise econômica.
Na política externa, seu governo teve de lidar com as insurreições de Abd el-Krim el-Khattabi, líder nacionalista marroquino, e da Síria, assim como a retirada das tropas francesas que ocupavam o Ruhr no verão de 1925, ato que deveu-se, principalmente, a seu ministro dos Negócios Estrangeiros, Aristide Briand.
Em meio à crise financeira, Painlevé renunciou em outubro de 1925, sendo reconduzido ao cargo em seguida, após uma breve reformulação em seu gabinete.

## Composição

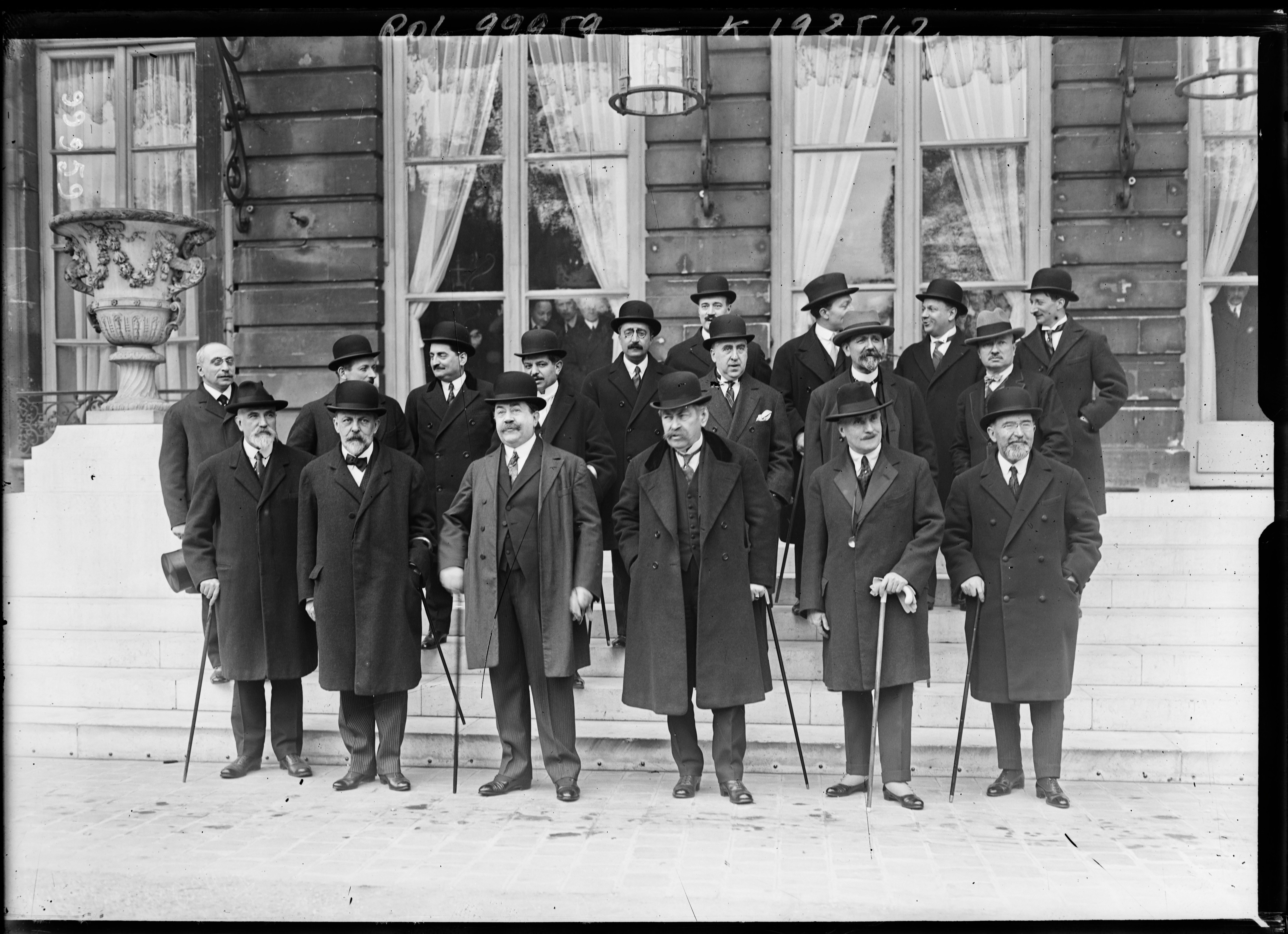
O 2º Gabinete Painlevé em fotografia de 1925.

- Presidente da República: Gaston Doumergue
- Presidente do Conselho de Ministros: Paul Painlevé
- Ministro dos Estrangeiros: Aristide Briand
- Ministro da Justiça: Théodore Steeg; Anatole de Monzie
- Ministro do Interior: Abraham Schrameck
- Ministro da Guerra: Paul Painlevé
- Ministro das Finanças: Joseph Caillaux
- Ministro da Marinha: Émile Borel
- Ministro da Instrução Pública e Belas Artes: Anatole de Monzie; Yvon Delbos
- Ministro das Obras Públicas: Pierre Laval
- Ministro da Agricultura: Jean Durand
- Ministro do Comércio e Indústria: Charles Chaumet
- Ministro das Colônias: André Hesse
- Ministro do Trabalho, Higiene, Assistência e Segurança Social: Antoine Durafour
- Ministro das Pensões: Louis Antériou